# Ignas-Karpis-Schule für Landwirtschaft und Dienstleistungen Joniškėlis
Ignas-Karpis-Schule für Landwirtschaft und Dienstleistungen Joniškėlis (lit. Joniškėlio Igno Karpio aukštesnioji žemės ūkio ir paslaugų mokykla) ist eine berufstechnische Agrarschule in Litauen. Sie befindet sich im Dorf Narteikiai, Rajongemeinde Pasvalys, unweit von der Stadt Joniškėlis (3 km). Die Berufslehre dauert von 1 bis zu 2 Jahren. Die Schule wurde 1810 vom Gutsherrn Ignas Karpis errichtet.  In Sowjetlitauen war hier ein Agrartechnikum. Dann gab es eine höhere Schule.

## Leitung
- Vytautas Jurėnas